# Brethour Island
Brethour Island är en ö i Kanada.   Den ligger i Capital Regional District och provinsen British Columbia, i den södra delen av landet, 3 600 km väster om huvudstaden Ottawa. Arean är 0,25 kvadratkilometer.
Terrängen på Brethour Island är mycket platt. Den sträcker sig 0,6 kilometer i nord-sydlig riktning, och 0,6 kilometer i öst-västlig riktning.